# Univocità dell'essere
L'univocità dell'essere è l'idea che le parole che descrivono le proprietà di Dio, che è identificato con l'Essere, abbiano lo stesso significato di quando si applicano alle persone o alle cose. Tale ipotesi associata alle dottrine del teologo scolastico Giovanni Duns Scoto. La teoria alternativa è quella della predicazione analogica dell'essere, sostenuta da Aristotele e Tommaso d'Aquino.

## Contesto
Nelle dispute medievali sulla natura di Dio, molti teologi e filosofi -come Tommaso d'Aquino- sostenevano che quando si dice che "Dio è buono" e che "l'uomo è buono", la bontà dell'uomo è solo analoga, cioè simile, ma mai uguale e sempre distinta da quella di Dio, restando sempre un'abissale e infinita distanza fra la creatura e il suo Creatore. Secondo il tomismo, Dio è onnipotente, onnisciente, eterno e infinito per essenza (o anche per sostanza); la creatura umana e angelica -ad eccezione di quella demoniaca- è solo un ente per partecipazione, che è ammesso da Dio a partecipare di queste proprietà della Sua natura.

## Giovanni Duns Scoto
Giovanni Duns Scoto, pur non negando l'analogia dell'essere alla maniera di San Tommaso, sostenne tuttavia un concetto univoco dell'essere.
Scoto non crede in una "univocità dell'essere", ma piuttosto in una concezione comune dell'essere che è propria sia di Dio che dell'uomo, anche se in due modalità radicalmente distinte: infinita in Dio, finita nell'uomo.
L'affermazione è che comprendiamo Dio perché possiamo partecipare al suo essere e, per estensione, agli attributi trascendentali dell'essere, vale a dire la bontà, la verità e l'unità. S Per quanto riguarda Scoto, dobbiamo essere in grado di comprendere cosa sia l'"Essere" come concetto per dimostrare l'esistenza di Dio, per evitare di paragonare ciò che conosciamo (la creazione) a ciò che non conosciamo (Dio). Thomas Williams ha difeso una versione di questo argomento.

## Gilles Deleuze
Gilles Deleuze mutuò da Scoto la dottrina dell'univocità ontologica, sostenendo più chiaramente che l'essere è univoco, cioè che tutti i i significati che lo ineriscono sono affermati ad una singola voce. Deleuze adattò la dottrina dell'univocità per sostenere che l'essere è, univocamente, differenza.
(Gilles Deleuze, Difference and Repetition, 1994)
Deleuze invertì i termini del pensiero di Spinoza il quale sosteneva che tutto ciò che esiste è una modificazione dell'unica sostanza, Dio o Natura. Deleuze affermò che l'univocità della Sostanza divina fosse il principio informatore dello spinozismo, nonostante l'assenza del termine da qualsiasi opera del Filosofo di Amsterdam. Per Deleuze, non esiste un'unica sostanza, ma solo un processo sempre diverso, un "cosmo origami", che si piega, si dispiega e si ripiega in continuazione. Deleuze e Guattari riassumono questa ontologia nella formula paradossale "pluralismo = monismo".